# Зур-Буляк
Зур-Буля́к (рос. Зур-Буляк, башк. Ҙур Бүләк) — присілок (в минулому село) у складі Благоварського району Башкортостану, Росія. Входить до складу Танівської сільської ради.
Населення — 82 особи (2010; 89 в 2002).
Національний склад:
- башкири — 90 %